# Silaus afghanicus
Silaus afghanicus är en flockblommig växtart som beskrevs av Alexander Gilli. Silaus afghanicus ingår i släktet Silaus och familjen flockblommiga växter. Inga underarter finns listade i Catalogue of Life.